# ファックサイン

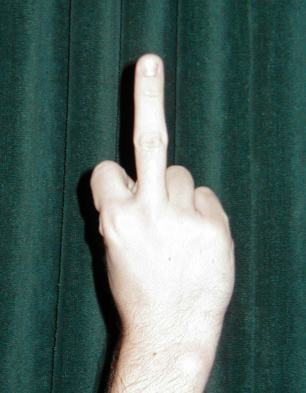
ファックサイン

ファックサインとは手の甲を相手に向けて、中指だけを立てるジェスチャーの日本での通称。英語では「the finger」と呼ばれる。

## 概要
この中指は陰茎、人差し指と薬指は陰嚢を象徴し、"Fuck you"（くたばれ、くそくらえ）などの侮蔑表現に相当する卑猥で強烈な侮辱の仕草である。特に、サインを出した状態で突き上げると更に意味が強くなる。
ビヨンセやケイティ・ペリーなど、有名アーティストのプロモーションビデオにもファックサインのシーンが登場することがある。
アメリカでは、このジェスチャーを公共の場で用いることは、下品ではあるものの、アメリカ合衆国憲法修正第1条で保護されている表現的コミュニケーションとみなされている。
一般の日本人においては、ジェスチャーで相手を侮辱するという文化に乏しく、1980年代から1990年代の日本において、漫画やアニメなどで「感情の強調」という記号的意味合いで使われることが多かった。日本のテレビ番組やアニメにおいては、手の部分をモザイクでぼかされることもある。2000年代以降、日本においても本来の意味の周知が進み、ファックサインの行使は原則咎められるようになり、映像媒体ではフィクション、ノンフィクションにかかわらず、ファックサインに対してモザイク処理がなされることが多くなった。
なお、日本の指文字の「せ」は中指だけを立てるが、手の甲を自分に向ける。また、日本手話においての「兄」は手の甲を相手に向けて中指を立て上方向に移動し、「弟」は同じジェスチャーで下方向に移動する仕草である。

## 著名な使用例

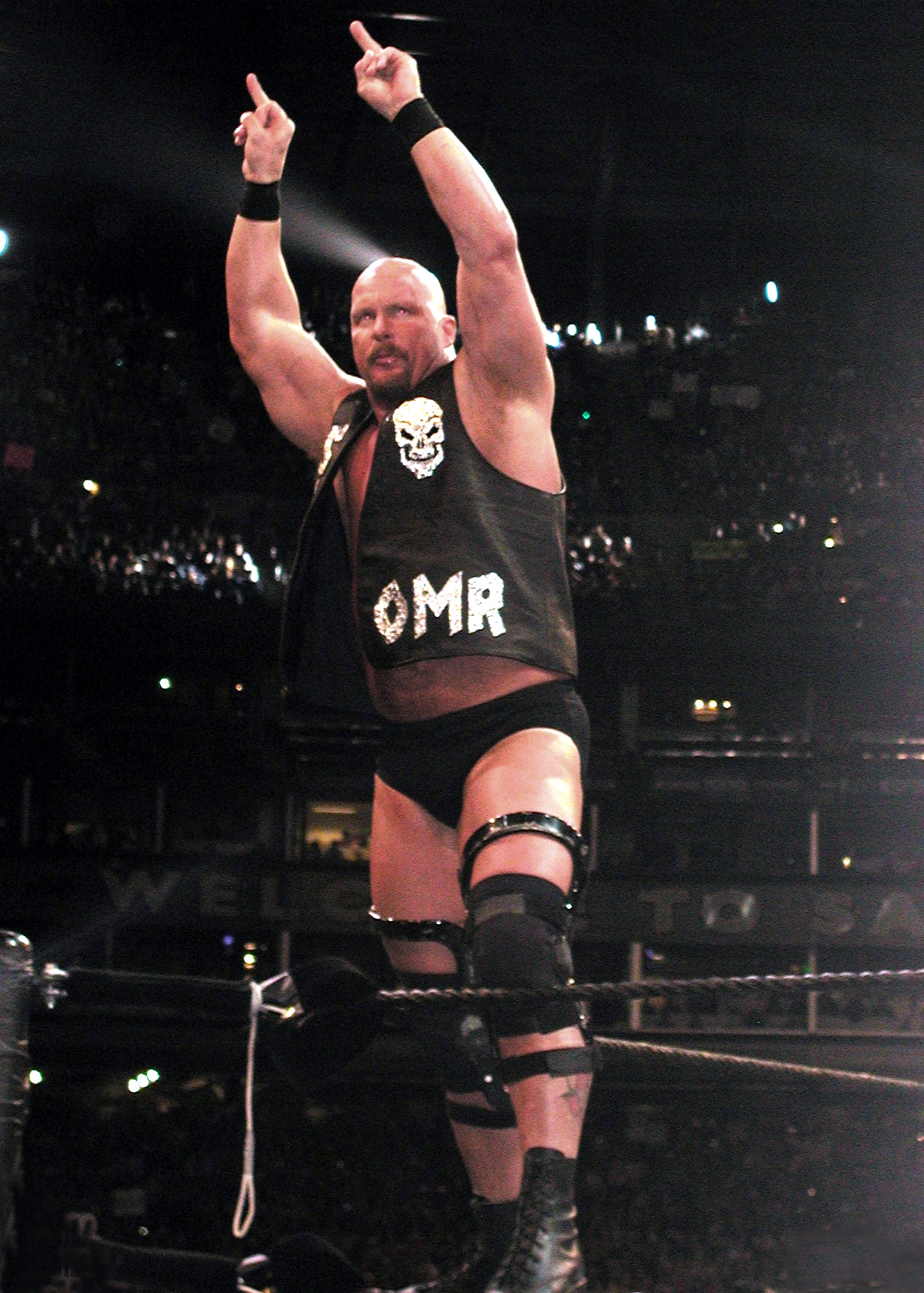
入場時に両手の中指を立ててパフォーマンスするストーン・コールド

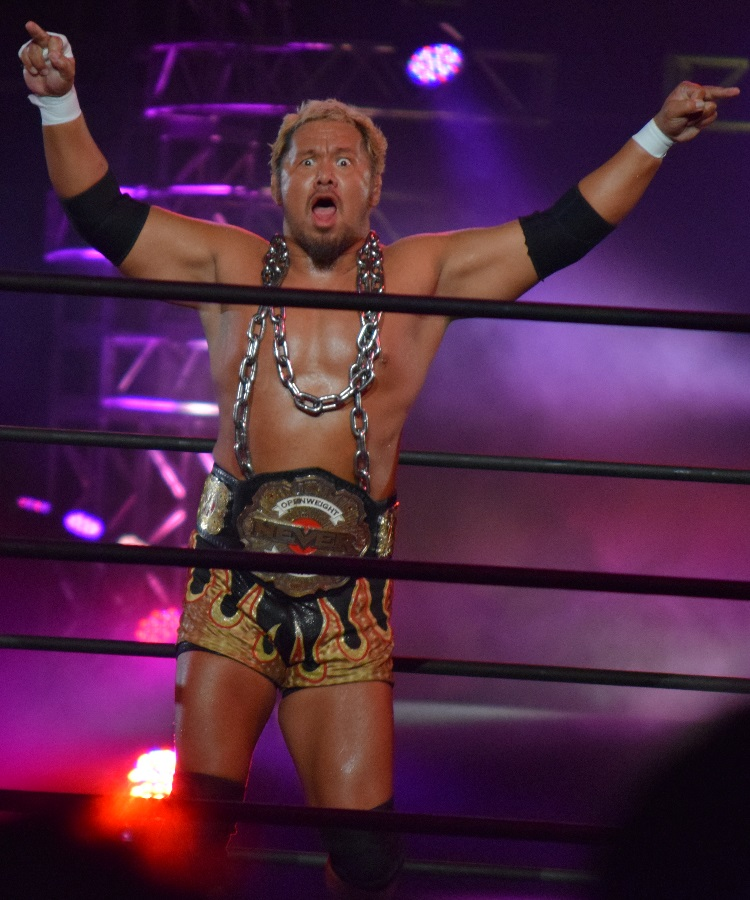
リング中央で両手の中指を立ててパフォーマンスする真壁刀義（2015年）

### 実例
著名人がファックサインで物議を醸すことは昔から頻繁に起こっているが、ここではその一部を掲載する。
ストーン・コールド・スティーブ・オースチン
プロレスラー。試合中に相手レスラーに対して使用する他、入場時や試合後には客席に向けて（この場合は手の甲を自分側にする）アピールするときにもよく使用していた。
真壁刀義
プロレスラー。ヒールターン後に使用していた。「スイーツ真壁」としてプロレス以外のメディアに顔を出す機会が多くなり、ヒール時のギミックを残したままヒール色がなくなった現在は、中指ではなく人差し指を立ててアピールしている。
ブライアン・ウォーレン
野球選手。2000年に不正投球疑惑をかけられ、度重なるボールチェックに苛立った末にファックサインをし、厳重注意を受けた。

### フィクションでの実例
ドラゴンボール
登場人物のヤムチャが第22回天下一武道会予選で天津飯に対し「消えろぶっ飛ばされんうちにな」と発言し本来の意味で使用している。（当時のアニメでも再現されていたが現在では修正されている）
また、アニメ『ドラゴンボールZ』劇場版の「超戦士撃破!!　勝つのはオレだ」「復活のフュージョン!!　悟空とベジータ」の2作品で、「トランクス（幼少期）」と「ゴジータ（フュージョン失敗）」が挑発の意味で使用している。（復刻版BDでは当該シーンは握りこぶしに修正）
ジョジョの奇妙な冒険 ストーンオーシャン
主人公の空条徐倫がドラゴンズ・ドリーム戦でケンゾーに対し「やるっていうなら受けてたつわ。アメリカ方式、フランス方式、日本方式、イタリアナポリ方式、世界のフィンガー『くたばりやがれ』よ」と本来の意味で使用している。（アニメ17話でも無修正で放送された）
まことちゃん
楳図かずおの漫画。作中で多用されるギャグ「グワシ」は元々ファックサインだったが、作者はこれを意図しておらず、読者による指摘後に中指と小指を曲げるサインに変更されている。
究極超人あ〜る
ゆうきまさみの漫画。登場人物の一人である鳥坂がしばしばこのジェスチャーをする。自信たっぷりな態度とともに行われることが多いが、必ずしも侮辱を意図したものとは言い切れず、本来の意味とは若干異なる。
らんま1/2
高橋留美子の漫画。主要登場人物である天道なびきや早乙女玄馬がしばしばこのジェスチャーをする。主に怒りを強調する意図で行われ、必ずしも相手の侮辱を意図したものではないことから、本来の意味とは若干異なる。
浦安鉄筋家族
浜岡賢次の漫画。主人公である大沢木小鉄が弟の佑太に教えて本来の意味で行わせた結果、母の順子にどつかれるというエピソードがある。
コズミック・ファンタジー2 冒険少年バン
日本テレネットのゲーム。ヒロインであるリムがしばしば中指を立てる描写がある。
難波金融伝・ミナミの帝王
天王寺大原作・郷力也作画の漫画。扉絵などで主人公の萬田銀次郎がしばしば出す。
サウスパーク
アメリカのテレビアニメ。登場人物が本来の意味で行うシーンが多い。また、登場人物のクレイグ・タッカーとその家族は中指を立てる癖があり、特にクレイグはそのせいで学校のカウンセリングを受ける羽目になるシーンがある。
ノーゲーム・ノーライフ
榎宮祐原作のライトノベル、テレビアニメ。空や初瀬イノが、怒りを強調する時に使われている。本来の意味とは若干異なる。
BØY
梅澤春人の漫画。作中には、このジェスチャーをする者や「ファック」というセリフを発する者がしばしば登場する。この作品に限らず、梅澤春人の作品全般で同様の傾向が見られる。
ポプテピピック
大川ぶくぶの4コマ漫画作品。既刊3巻中、いずれの単行本の表紙でも登場人物のポプ子とピピ美が両手でファックサインを出しており、作中にも中指を立てる描写が登場する。アニメでは中指を立てるシーンがモザイクでぼかされている。
マトリックス
1999年のアメリカ映画。主人公のネオ（トーマス・アンダーソン）が「お前等にはこの指をくれてやるから――」と敵に対して行っている。
チャイルド・プレイ
アメリカのホラー映画シリーズ。 チャッキーが登場人物に向けて、中指を立て挑発などをするシーンがある。
ビーン
イギリス・アメリカのコメディ映画。 ラストシーンで車で走行中、ビーンが中指を挨拶と思ってやるシーンがある。
ベヨネッタ
プラチナゲームズ制作のゲームシリーズ。『1』ではバイクにエンジンをかけるキー代わり、『2』ではアンブランアーマーを爆破させることに使っている。

## 絵文字
Unicode 7.0で絵文字が導入された。
| 記号 | Unicode | JIS X 0213 | 文字参照            | 名称                                      |
| ---- | ------- | ---------- | ------------------- | ----------------------------------------- |
| 🖕   | U+1F595 | -          | &#x1F595; &#128405; | REVERSED HAND WITH MIDDLE FINGER EXTENDED |